# Barbora Štěpánová

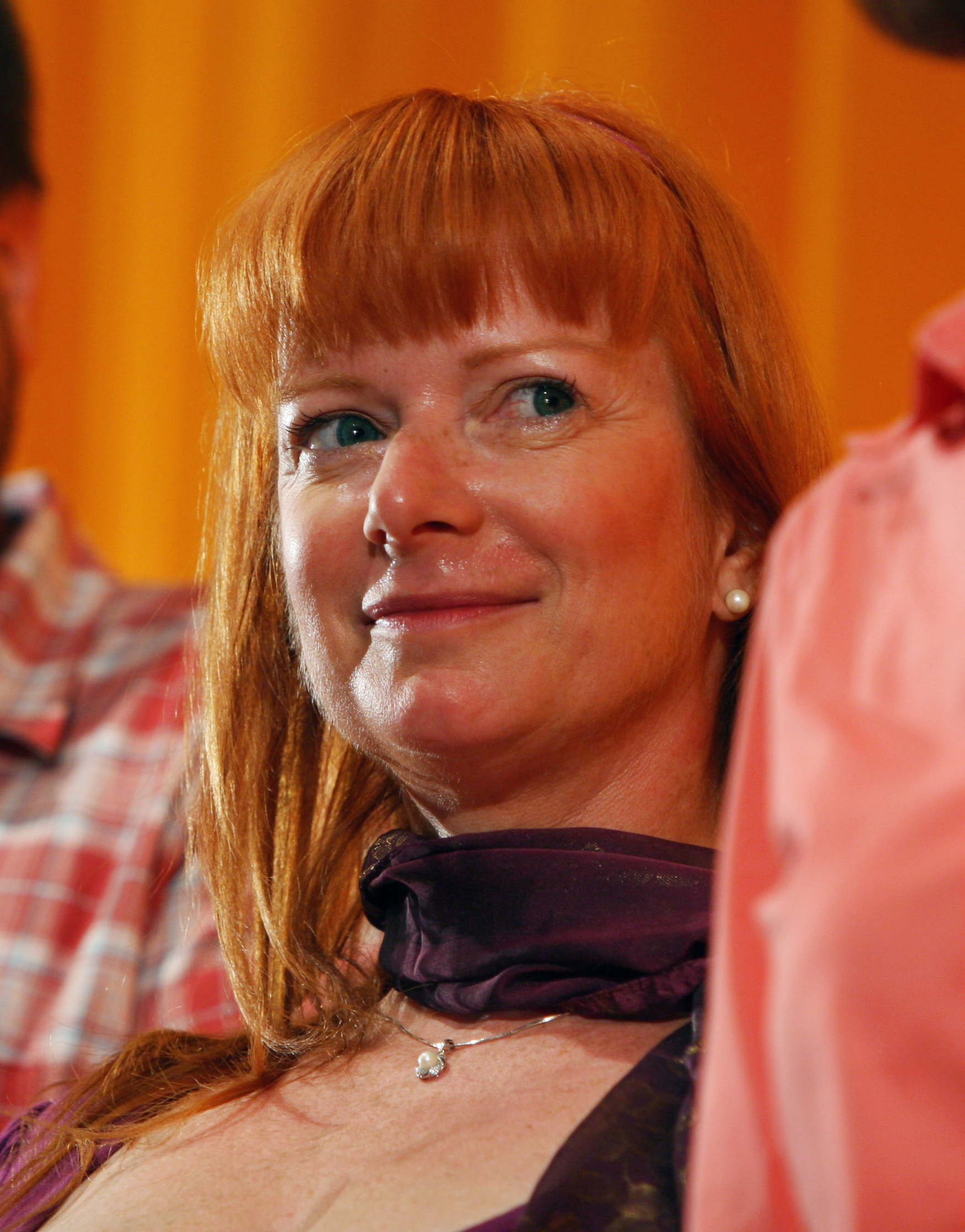
Barbora Štěpánová (2008)

Barbora Štěpánová (* 13. Dezember 1959 in Prag, Tschechoslowakei) ist eine tschechische Schauspielerin.

## Biografie
Barbora Štěpánová studierte Schauspiel und Gesang am Prager Konservatorium. Anschließend spielte sie auf mehreren Theaterbühnen, darunter dem Divadlo vítězného února in  Hradec Králové  und dem Divadlo Josefa Kajetána Tyla in Pilsen. Ihr Leinwanddebüt gab sie in dem 1971 erschienenen und von Vladimír Čech inszenierten historischen Kriegsdrama Klíc an der Seite von František Vicena und Wilhelm Koch-Hooge.
1986 gehörte Štěpánová zu den Unterzeichnern der Charta 77, einer Petition gegen die Menschenrechtsverletzungen des kommunistischen Regimes in der Tschechoslowakei.

## Filmografie (Auswahl)
- 1971: Klíč
- 1980: Begegnung im Juli (Setkání v červenci)
- 1980: Liebe zwischen Regentropfen (Lásky mezi kapkami deště)
- 1981: Ein Klecks ins Märchen (Kaňka do pohádky)
- 1981: Warten auf Regen (Čekání na dést)
- 1981: Das Geheimnis der Burg in den Karpaten (Tajemství hradu v Karpatech)
- 1982: Wie die Welt um ihre Dichter kommt (Jak svět přichází o básníky)
- 1983: Die tausendjährige Biene (Tisíciročná včela)
- 1985: Bin ich etwa Oskar? (Já nejsem já)
- 1985: Die pfiffige Fünf (Pětka s hvězdičkou)
- 1985: Die Zuckerbaude (Cukrová bouda)
- 1988: Wie Poeten das Leben genießen (Jak básníkům chutná život)
- 1991: Privatleben (Súkromné životy)
- 1993: Das Ende der Dichter in Böhmen (Konec básníků v Čechách)
- 2008: Die Trauer der Frau Schneider (Smutek paní Šnajdrové)